# Танцов ансамбъл „Габровче“
Детски фолклорен ансамбъл „Габровче“ е създаден през 1975 година по инициатива на кметството на Габрово. Един от двата останали детски фолклорни ансамбли в България (състоящи се от три звена – хорова, оркестрова и танцова формация). Другият е ДЮФА „Българче“ – Велико Търново.
Съставите на ансамбъла са формирани от танцовия състав, който се е помещавал в I ОУ „Ран Босилек“ – Габрово. В IV ОУ „Христо Ботев“ се помещава групата за народно пеене, а в Школата по изкуства „Емануил Манолов“ – народният оркестър. След обединението на тези три формации в една, се образува Детският фолклорен ансамбъл „Габровче“.
Концертният състав включва оркестър от народни инструменти, народен хор, детска и младежка танцова формация. Той, както и подготвителните групи към него, наброява над 200 деца и младежи.

## Художествен ръководител
Първи главен художествен ръководител е Геньо Генев (той е и основател, на него е възложена задачата за създаването), а след неговото пенсиониране главен художествен ръководител на ДФА „Габровче“ е Лъчезар Захариев. Диригент на оркестъра е Данка Стоева, а на народния хор – Румелия Алексиева. След пенсионирането ѝ, ръководител на хоровите формации става Стефка Стоева (бивша изпълнителка в ликвидирания професионален фолклорен ансамбъл „Габрово“).

## Изяви
- Традиционни за града са пролетният и коледният концерт на ДФА „Габровче“.
- Ансамбълът е гостувал в редица държави – Австрия, Беларус, Чехия, Унгария, Украйна, Сърбия, Германия, Франция, Италия, Полша, Гърция, Швейцария, Испания, Нидерландия, Хърватия и Турция.
- От началото на съществуването си ансамбълът на 24 май (Деня на славянската писменост и култура) закрива ежегодната манифестация в града с мащабни композиции.
- На празниците Цветница, Великден, Гергьовден и Коледа всяка година ансамбълът провежда самостоятелни концерти в централната градска част на Габрово – открита сцена на ул. „Ген. Радецки“ или тази на пл. „Възраждане“, в Архитектурния резерват Боженци или в Аритектурно-етнографския комплекс „Етър“. В концертите взимат участие трите формации на ансамбъла.

## Отличия
- През 2000 година във връзка с неговия 25-годишен юбилей ансамбълът е награден със Сребърна лира от Съюза на българските музикални и танцови дейци и почетния знак на Габрово;
- През 2004 година завоюва званието „Представителен на Фолклориада на C.I.O.F.F.“ (Международният съвет на организаторите на фестивали за фолклор и традиционни изкуства към UNESCO е най-големият по своите мащаби фестивал в света, който може да бъде сравняван единствено с Олимпийските игри.) Провеждана веднъж на 4 години Фолклориадата събира заедно над 2500 участника от 90 страни – членове на C.I.O.F.F. на едно незабравимо празненство на фолклорните танци, песни, музика, фолклорни и традиционни изкуства. Събитието поставя акцент върху Международната конвенция на ЮНЕСКО за съхраняване на нематериалното културно наследство (приета през ноември 2003 г.) с цел постигане на мир чрез уважение към културните различия;
- Първа, втора и Голямата награда от различните издания на Национален конкурс „Децата на България танцуват“;
- 2008 и 2009 година носител на „Гранд при“ от Националния конкурс на изкуствата в София;
- От началото на 2010 година прибавят към колекцията от отличия 4 първи награди от национални конкурси;
- На 2 април 2010 година бе награден с почетния знак на Габрово по случай 35-годишнината;
- На 5 април 2011 година две първи, една втора и една поощрителна награда спечели ДФА „Габровче“ на XVII национален детски фолклорен конкурс „Диньо Маринов“ гр. Варна. Конкурсът е включен в плана на министерството на образованието, младежта и науката и се провежда под патронажа на кмета на Община Варна Кирил Йорданов;

## Международни отличия
- Приз за най-ярък сценичен образ от Международния фестивал в Харков;
- Награда за най-добра хореография и изпълнение на Детски фолклорен фестивал в Агридженто, Сицилия;
- Първа и втора награда от Международен фолклорен конкурс в Испания (2001 и 2002 година);

## 35-годишен юбилей
По случай 35-годишнината ДФА „Габровче“ изнесе голям празничен концерт с богата програма. В нея присъстваха произведения като: „Мизийски танц“, „Еньова буля“, „Килийно училище“, „Пролетни игри“, Шопски танц, „Русчуклийска празнична сюита“, „Гергьовден“, „Завило се вито хоро“, „Копаница“. „Тръгнала е Янка“, Песен за Габрово с автор Йордан Чубриков, „Сънува ли Недо“ и др.